# Марчелло Арджіллі
Марчелло Арджіллі (італ. Marcello Argilli; Рим, 9 квітня 1926 — 14 жовтня 2014) — італійський журналіст і письменник для дітей та юнацтва.

## Життєпис
Після закінчення юридичного факультету, багатьох подорожей та різноманітних робіт він присвятив себе молодіжній літературі, експериментуючи з усіма формами дитячої художньої літератури, зокрема сюжетами коміксів і мультфільмів, а також сценаріями для телевізійних програм, таких як Giocagiò . Він був автором багатьох успішних романів, зокрема Vacanze col padre, Marta quasi donna та Il mondo di Malù.
Його найвідомішою книгою є Чао, Андреа 1971 року. Разом з Джанні Родарі він редагував відомий щотижневий дитячий журнал Il Pioniere Асоціації піонерів Італії та Pioniere dell'Unità, де він створив популярного героя Атоміно, намальованого художником Вінісіо Берті. Комікси про Атоміно виходили також в італійській газеті L'Unità (1963—1965), пізніше в італійському жіночому журналі Noi Donne (1967—1974), а також у східнонімецькому дитячому журналі FRÖSI (1964—1983)
Між 1967 і 1970 роками він написав серію з 21 оповідання в журналі Pioniere Noi Donne.

## Твори
- Чорний вівтар[6]
- Закоханий підводний човен[7]
- Пригоди Чіодіно[8]
- Атоміно[9]
- Десять міст (1970)

## Видання українською
- Десять міст. Оповідання. Веселка, Київ, 1980[10]